# Margit Fischer

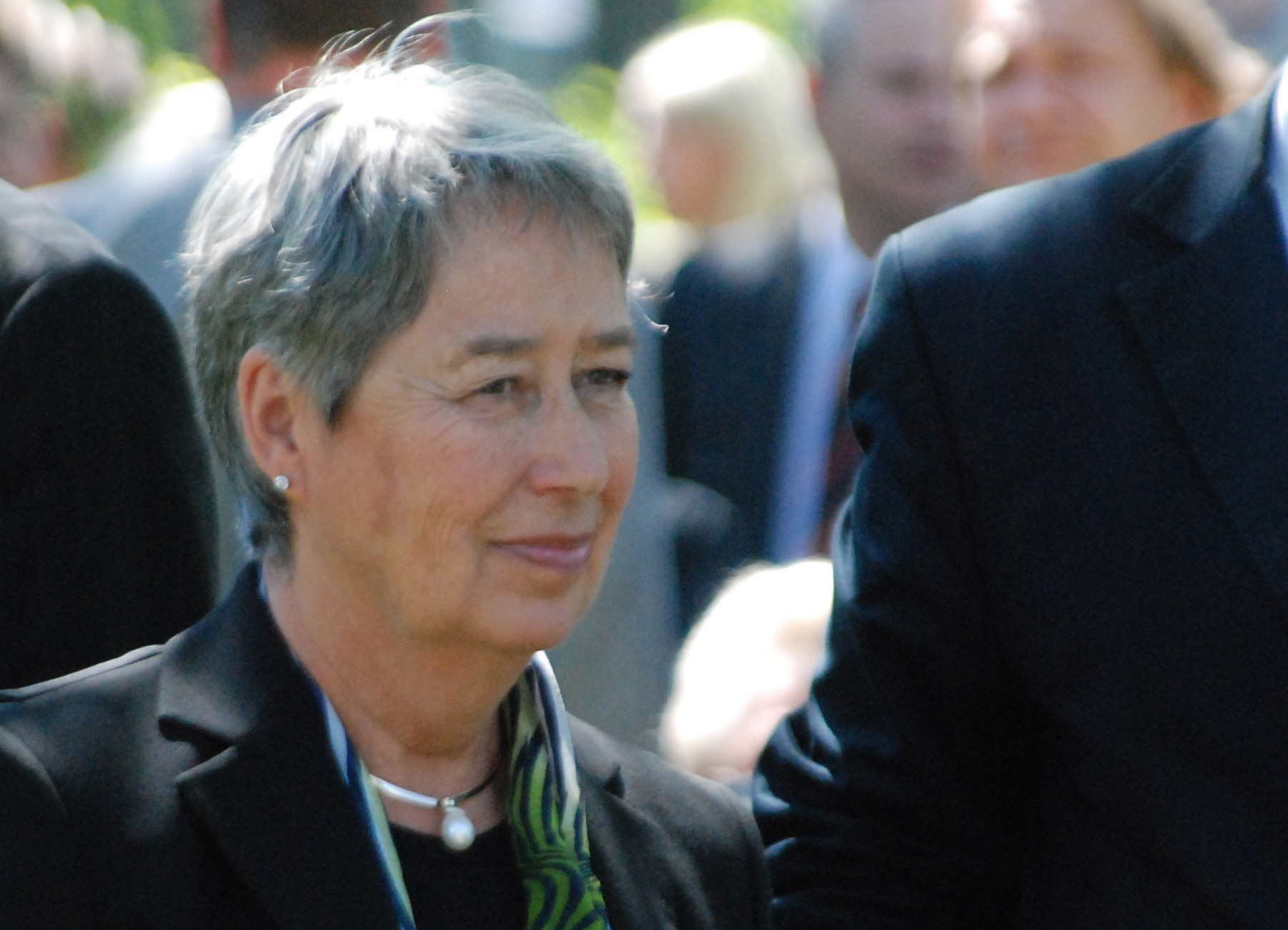
Margit Fischer 2012

Margit Fischer (* 28. Juni 1943 in Stockholm als Margit Binder) ist die Ehefrau des ehemaligen österreichischen Bundespräsidenten Heinz Fischer.

## Leben
Margit Fischer wurde als Margit Binder im Juni 1943 in Stockholm geboren und übersiedelte 1949 im Alter von sechs Jahren mit ihren Eltern Anni und Otto Binder (jüdischer Sozialdemokrat) – die vor der Nazidiktatur von Österreich nach Schweden emigriert waren – nach Wien, wo sie die Schule besuchte. 1948 wurde ihr Bruder Lennart geboren, der als  Rechtsanwalt und Menschenrechtsaktivist bekannt geworden ist.
1961 legte sie die Matura ab. Danach besuchte sie die vierjährige Höhere Bundes-Lehr- und Versuchsanstalt für Textilindustrie im fünften Wiener Gemeindebezirk Margareten, die sie 1965 mit Diplomprüfung abschloss.
1965 und 1966 arbeitete Margit Fischer als Stoffdesignerin bei der Pottendorfer Textilwerke AG. 1966 legte sie die Meisterprüfung der Weberei ab, arbeitete 1967 bei Märta Måås-Fjetterström AB in Stockholm und von 1967 bis 1970 als Textilrestauratorin im Museum für angewandte Kunst Wien. Anschließend studierte sie drei Jahre Kunstgeschichte an der Universität Wien.
Margit Fischer ist seit 20. September 1968 mit Heinz Fischer, dem ehemaligen Bundespräsidenten der Republik Österreich, verheiratet. Das Ehepaar hat zwei Kinder. Sie spricht Deutsch, Englisch und Schwedisch.

## Funktionen
- Vizepräsidentin von Rettet das Kind Österreich (1992–1998)
- Vorsitzende des Österreichischen Frauenrates (seit 1993)
- Vorsitzende des Vereins ScienceCenter-Netzwerk (seit 2005)
- Ehrenpräsidentin der Österreichisch-Schwedischen Gesellschaft
- Margit Fischer unterstützt die Aktion „Armut tut weh“ der Österreichischen Volkshilfe.
- Genom Austria steht unter dem Ehrenschutz von Margit Fischer.

## Ehrungen und Auszeichnungen
- 2006: Großkreuz des Verdienstordens Pro Merito Melitensi des Souveränen Malteserordens[2]
- 2007: Großkreuz des Verdienstordens der Italienischen Republik
- 2007: Großkreuz des Norwegischen Verdienstordens
- 2009: Großkreuz des Ordens des heiligen Jakob vom Schwert
- 2012: Ix-Xirka Ġieħ ir-Repubblika
- 2019: Viktor-Frankl-Ehrenpreis[3]

## Publikationen
- 2015: Was wir weitergeben, gemeinsam mit Barbara Tóth, Brandstätter-Verlag, Wien 2015, ISBN 978-3-85033-925-4